# Neamblyaeneus cyanopygus
Neamblyaeneus cyanopygus är en stekelart som beskrevs av Heinrich 1965. Neamblyaeneus cyanopygus ingår i släktet Neamblyaeneus och familjen brokparasitsteklar. Inga underarter finns listade i Catalogue of Life.